# Ribby with Wrea
Ribby with Wrea is een civil parish in het bestuurlijke gebied Fylde, in het Engelse graafschap Lancashire met 1.489 inwoners.